# Dysoxylum cumingianum
Dysoxylum cumingianum là một loài thực vật có hoa trong họ Meliaceae. Loài này được C.DC. mô tả khoa học đầu tiên năm 1878.